# Valentina Grizodoubova
Valentina Stepanovna Grizodoubova (russe : Валентина Степановна Гризодубова ; ukrainien : Валентина Степанівна Гризодубова) est une aviatrice soviétique, née le 27 avril 1909 ou 1910 à Kharkiv (Empire russe) et décédée le 28 avril 1993 à Moscou (Russie). Après avoir battu plusieurs records de distance de vol sans escale, elle fut pilote dans les Forces aériennes soviétiques pendant la Seconde Guerre mondiale et fut la première femme distinguée par le titre d'Héroïne de l'Union soviétique.

## Enfance
Grizodoubova, née à Kharkiv alors dans l'Empire russe (aujourd'hui en Ukraine), est la fille de Stepan Vasil'yevich Grizodoubov, un pionnier du design d'avion. A l'âge de 14 ans, elle pilote seule un planeur. Elle joue du piano et est diplômée du conservatoire en même temps que de l'Institut Technique de Kharkiv. En 1929, elle est diplômée du club d'aviation de l'organisation paramilitaire DOSAAF à Penza,.
En 1933, elle est diplômée de l'Advanced Flying School de Tula. Elle devient alors instructrice de vol et entraîne 86 pilotes masculins, dont plusieurs seront décorés du titre de Héros de l'Union soviétique. De 1934 à 1938, elle vole dans l'escadron « Propaganda », nommé d'après Maxime Gorki.
Elle vole sur plusieurs types d'avion et bat sept records du monde dont celui de la plus haute altitude atteinte par une pilote féminine dans un hydravion, 3,267 m le 15 octobre 1937 (FAI Record File Number 121.16), trois records de vitesse et le record du plus long vol sans escale féminin en reliant Moscou à Aktioubé au Kazakhstan avec Marina Raskova,,.
Le 24-25 septembre 1938, en tant que commandante de bord, avec Marine Raskova et Polina Ossipenko, elle bat un nouveau record du monde de vol sans escale en volant 5 908,61 km reliant Moscou à Komsomolsk-sur-l'Amour (Sibérie)  sur un Tupolev Ant-37 nommé Rodina (FAI Record File Number 10444). Elle a déjà accumulé 5 000 h de vol avant son vol historique, et avec les membres de son équipage, elle devient l'une des premières femmes décorées du titre d'Héroïne de l'Union soviétique le 27 octobre 1938, ainsi qu'une prime de 25 000 roubles.
La Pravda écrit un article élogieux à propos des trois aviatrices décorées : indiquant qu'elles sont accueillies par Lazare Kaganovitch, Nikita Khrouchtchev.

## Seconde Guerre mondiale
À partir de mai 1942, elle intègre l'Armée rouge en tant que commandante du 101e régiment aérien longue-portée, avec sous ses ordres 300 hommes : pilotes, navigateurs, ingénieurs et personnel au sol. Son unité est équipée de Lissounov Li-2, des avions de transport, et les pilotes proviennent de la flotte aérienne civile.
Elle est également active au sein de comités féminins anti-fascistes dès 1941. Elle est la seule femme parmi les dix membres de la Commission extraordinaire d'État  (Russe : Чрезвычайная Государственная Комиссия; ChGK (Chrezvychainaia gosudarstvennaia komissiia)) créée en novembre 1942  pour enquêter sur les crimes commis par « les envahisseurs fascistes allemands » en Union soviétique,.

## Distinctions et honneurs
Valentina Grizodoubova reçut divers titres et décorations :
- Héros de l'Union soviétique le 2 novembre 1938 (médaille no 104)
- Héros du travail socialiste le 6 janvier 1986
- Deux fois l'ordre de Lénine (1938, 1986)
- Ordre de la révolution d'Octobre
- Deux fois l'ordre de la Guerre patriotique de 1re classe (1945, 1985)
- Ordre du Drapeau rouge du Travail (1936)
- Ordre de l'Étoile rouge (1937)

Plusieurs médailles, dont celle de membre du Soviet suprême.
Une rue de Moscou porte son nom et un monument en son honneur se trouve dans la capitale, avenue Koutouzov. Elle fut citoyenne d'honneur de Penza.
Un timbre postal russe a également été créé en son honneur. 